# Litsea costalis
Litsea costalis är en lagerväxtart som först beskrevs av Christian Gottfried Daniel Nees von Esenbeck, och fick sitt nu gällande namn av André Joseph Guillaume Henri Kostermans. Litsea costalis ingår i släktet Litsea och familjen lagerväxter. Utöver nominatformen finns också underarten L. c. nidularis.